# Thysanophrys armata
Thysanophrys armata is een straalvinnige vissensoort uit de familie van platkopvissen (Platycephalidae). De wetenschappelijke naam van de soort is voor het eerst geldig gepubliceerd in 1938 door Fowler als Cymbacephalus armatus.